# Wudang (köpinghuvudort i Kina, Jiangxi Sheng, lat 24,64, long 114,75)
Wudang är en köpinghuvudort i Kina. Den ligger i provinsen Jiangxi, i den sydöstra delen av landet, omkring 460 kilometer söder om provinshuvudstaden Nanchang. Antalet invånare är 11 098. Befolkningen består av 5 598 kvinnor och 5 500 män. Barn under 15 år utgör 25,0 %, vuxna 15-64 år 65 %, och äldre över 65 år 9,0 %.
Runt Wudang är det ganska tätbefolkat, med 139 invånare per kvadratkilometer. Närmaste större samhälle är Yangcun, 12,5 km väster om Wudang. I omgivningarna runt Wudang växer i huvudsak blandskog.
Genomsnittlig årsnederbörd är 2 068 millimeter. Den regnigaste månaden är maj, med i genomsnitt 388 mm nederbörd, och den torraste är oktober, med 15 mm nederbörd.